# فرانسيسكا لارا
فرانسيسكا لارا (بالإسبانية: Francisca Lara) (29 يوليو 1990 في تشيلي - ) هي مدربة كرة قدم ولاعبة كرة قدم تشيلية في مركز الدفاع. شاركت مع منتخب تشيلي لكرة القدم للسيدات. أما مع النوادي، فقد لعبت مع Colo-Colo (women) ‏.

## وصلات خارجية
- فرانسيسكا لارا على موقع الاتحاد الدولي (مؤرشف)  (الإنجليزية)
- فرانسيسكا لارا على موقع قاعدة بيانات كرة القدم.إي يو (الإنجليزية)
- فرانسيسكا لارا على موقع Soccerway.com (الإنجليزية)
- فرانسيسكا لارا على موقع عالم كرة القدم.نت (الإنجليزية)
- فرانسيسكا لارا على موقع أوليمبيديا (الإنجليزية)